# Uromyces pisi-sativi

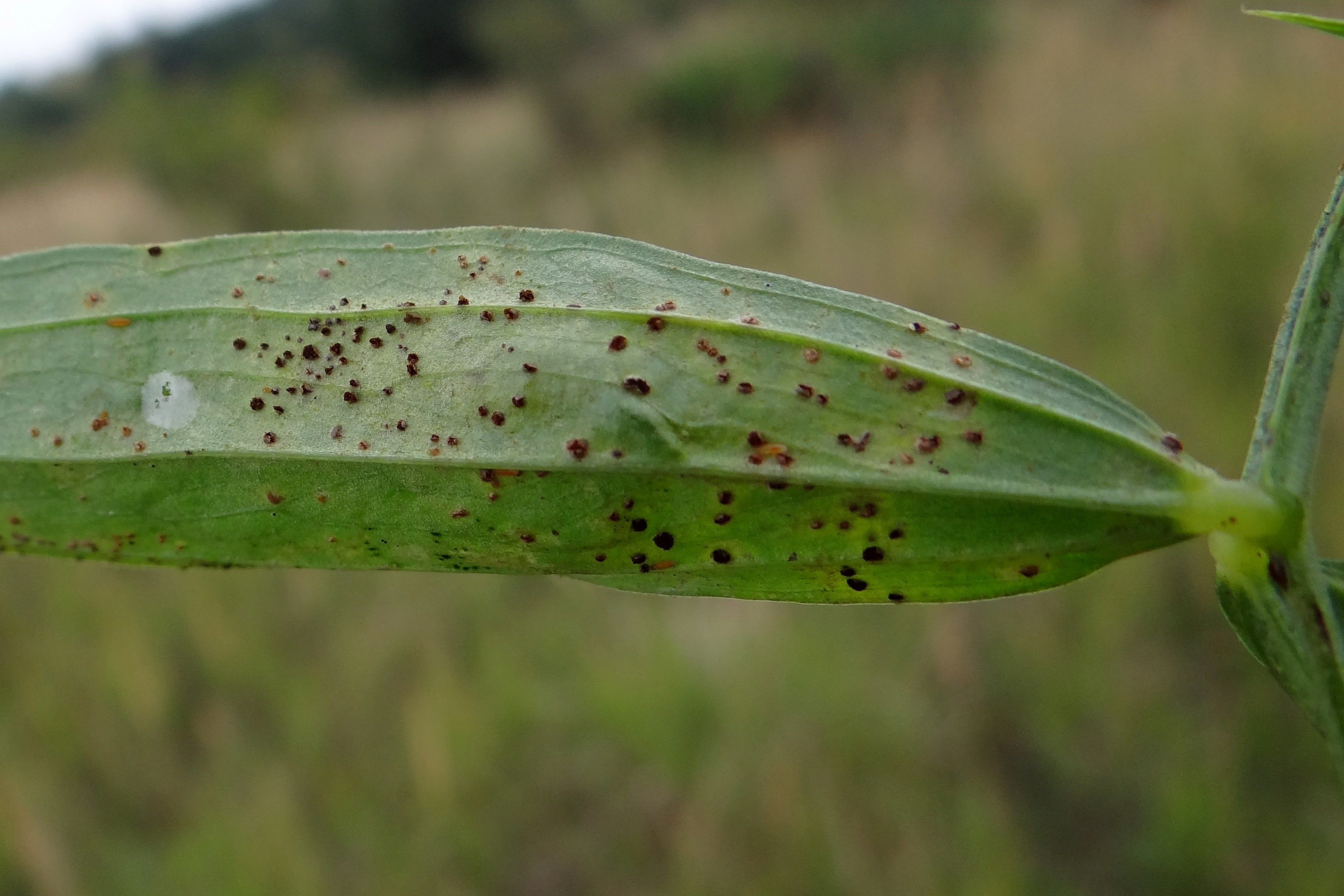
Telia i uredia na liściu groszku leśnego

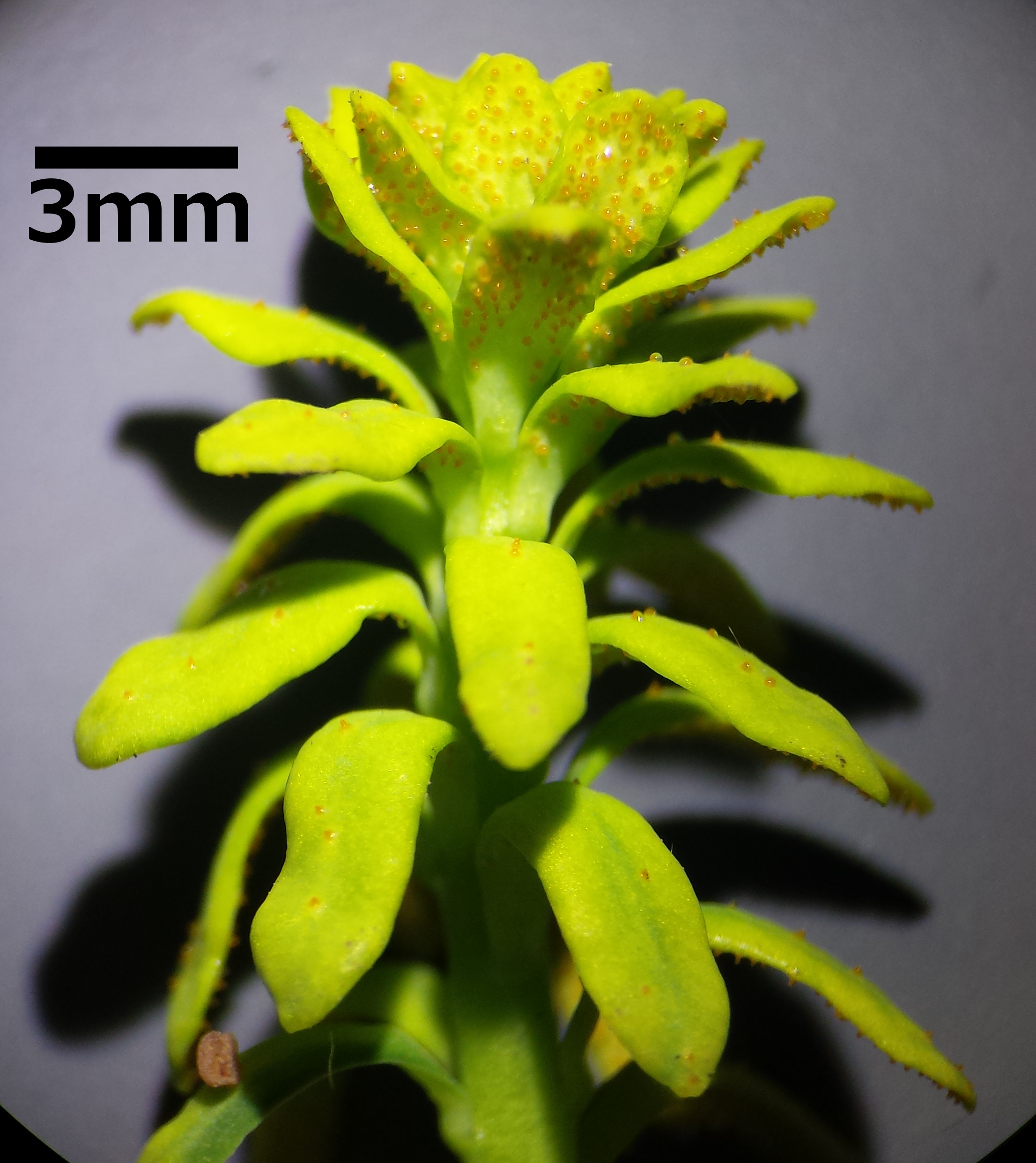
Porażony wilczomlecz z ecjami

Uromyces pisi-sativi (Pers.) Liro – gatunek grzybów z rodziny rdzowatych (Pucciniaceae). Grzyb mikroskopijny, saprotrof i pasożyt roślin. Wywołuje chorobę zwaną rdzą grochu.

## Systematyka i nazewnictwo
Pozycja w klasyfikacji według Index Fungorum: Uromyces, Pucciniaceae, Pucciniales, Incertae sedis, Pucciniomycetes, Pucciniomycotina, Basidiomycota, Fungi.
Po raz pierwszy zdiagnozował go w 1801 r. Christiaan Hendrik Persoon nadając mu nazwę Uredo appendiculata ß pisi-sativi. Obecną, uznaną przez Index Fungorum nazwę nadał mu Johan Ivar Liro w 1908 r.
Synonimów ma ok. 40..

## Morfologia
Pyknidia (spermogonia) występują zazwyczaj razem z ecjami, na liściach wilczomleczy, często pokrywając całą ich powierzchnię. Pomarańczowoczerwone ecja mają średnicę 0,3–0,4 mm. Powstają w nich szeroko elipsoidalne ecjospory o średnicy 17–22 μm i powierzchni gęsto pokrytej brodawkami o wysokości 1 μm. Uredinia powstają głównie na dolnej stronie liści grochu. Są na nich nierównomiernie rozproszone, mają cynamonową barwę i średnicę do 1 mm. Urediniospory są szeroko elipsoidalne, mają  rozmiary 22–28 × 19–24 μm, ścianę o grubości 1,5–2 μm i powierzchnię bardzo drobno brodawkowatą. Posiadają 3-6 rozproszonych por rostkowych. Telia podobne do uredniniów, ale o kasztanowej barwie. Teliospory szeroko elipsoidalne, o rozmiarach  22–28 × 17–22 μm. Mają ścianę o grubości 2–3 μm po bokach i 4–5 μm przy wierzchołku i kruchy, krótki i niemal hialinowy trzonek.

## Rozwój
Jest to gatunek pełnocyklowy, tzn. wytwarza wszystkie 5 rodzajów zarodników właściwych dla rdzy. Jest pasożytem dwudomowym, tzn. do pełnego cyklu rozwojowego wymagającym dwóch gatunków. Żywicielem ecjalnym (pośrednim) są niektóre gatunki wilczomleczy, na których tworzą się sporogonia i ecja, żywicielem ostatecznym różne gatunki grochu i groszku, na których powstają uredinia i nieco później telia. Powstające w teliach teliospory są przetrwalnikami. Zimują na pozostałych w ziemi po zbiorze resztkach roślin. Wiosną wytwarzają na drodze płciowej bazydiospory, które przenoszone przez wiatr infekują wilczomlecze. Wytwarzane na wilczomleczach ecjospory dokonują infekcji pierwotnej grochu i groszku. Powstające na nich urediniospory rozprzestrzeniają chorobę dokonując infekcji wtórnych.
Może zimować także w formie grzybni na podziemnych pędach wilczomleczy. Grzybnia rozwija się w pędach wilczomleczy systemowo, przerastając tkanki. Wiosną z pędów takich wyrastają zainfekowane rośliny, na liściach których rozwijają się ecja.

## Występowanie
Znane rejony występowania: Afryka (Wyspy Kanaryjskie, Etiopia, Libia, Maroko); Azja (Chiny, Indie, Iran, Pakistan, Turcja, ZSRR); Europa (Austria, Belgia, Bułgaria, Korsyka, Cypr, Czechosłowacja, Dania, Finlandia, Francja, Niemcy, Wielka Brytania, Grecja, Węgry, Włochy, Malta, Holandia, Norwegia, Polska, Portugalia, Rumunia, Sycylia, Hiszpania, Szwecja, Szwajcaria, ZSRR, Jugosławia); Ameryka Południowa (Argentyna, Chile) i Australia.
W Polsce notowany na następujących gatunkach roślin: Euphorbia cyparissias, Euphorbia esula, Lathyrus latifolius, Lathyrus nissolia, Lathyrus sativus, Lathyrus sylvestris, Lathyrus tuberosus, Lathyrus vernus, Pisum sativum.

## Gatunki podobne
Niektóre gatunki Uromyces są morfologicznie bardzo podobne. Trzeba ostrożnie je identyfikować. Najbardziej podobne są: 
- Uromyces viciae-fabae. Jego urediniospory urediniospory o kształcie od elipsoidalnego do owalnego i rozmiarach 22–28–11 × 19–22 μm. Mają barwę żółtawą i są pokryte gęsto kolcami o wysokości 1–2,5 μm. Pory rostkowe 3-4[4]
- Uromyces heimerlianus ma urediniospory z 4–6 rozproszonymi porami rostkowymi, teliospory brodawkowate, o rozmiarach 25–30 × 20–27 μm[4]
- Uromyces viciae-craccae ma urediniospory z 4–6 rozproszonymi porami rostkowymi, teliospory prążkowane[4]
- Uromyces ervi ma urediniospory z 2 jednakowymi porami rostkowymi, teliospory gładkie ze ścianą pogrubioną na wierzchołku[4].